# NRJ Paris
NRJ Paris est une chaîne de télévision locale mini-généraliste diffusée en France en région parisienne du 20 mars 2008 au 30 juin 2014 à 23 h 59,.

## Historique
Ce projet, d'abord nommé LTF (La Télé de tous les Franciliens), est né d'une alliance de NRJ Group, qui a commencé à créer des chaînes locales en 2007, et du groupement de télévisions d'Île-de-France, Télif, composé de sept chaînes locales Franciliennes (Canal Coquelicot, Rosny TV, Rueil TV, Téléssonne, TV Fil 78, TVM Est parisien et VO TV). Le projet est rebaptisé NRJ Paris le 1er mars 2008, pour profiter de la notoriété de la marque NRJ.
À la suite du lancement de NRJ Paris le jeudi 20 mars 2008 aux environs de 12 h, Télif a cédé son canal de diffusion sur Canalsat et a fermé son site Internet.
Le 23 octobre 2009, NRJ Paris n'est plus diffusée sur le satellite Astra 1M mais à partir du 13 novembre 2012, la chaîne est de retour sur ce dernier.
En 2013, le CSA reproche à la chaîne de ne pas respecter ses obligations de diffusion de programmes locaux. La grille des programmes est principalement composée de rediffusions venant des deux autres chaînes du groupe NRJ (NRJ 12 et Chérie 25).
Dans un article paru dans Les Échos le 13 mars 2014, la chaîne de télévision est en difficulté financière et perd environ 1,5 million d'euros pour un chiffre d'affaires compris entre 600 000 et 700 000 euros en sur l'année 2013. Au cours de la même année, NRJ Paris est suivi par près d'un million de téléspectateurs. La direction de NRJ Paris souhaite la faire évoluer vers une chaîne musicale en proposant de reprendre NRJ Hits sur la TNT, ce que le CSA a refusé en février 2014.
Le 20 mars 2014, le groupe NRJ a adressé une demande de restitution de fréquences au CSA pour sa chaîne NRJ Paris à la suite des fortes difficultés financières et de son non-respect de ses obligations de diffusion de programmes locaux. L'arrêt de la diffusion en TNT provoquera aussi l'arrêt de sa diffusion sous d'autres formats (satellite, câble et ADSL).
La chaîne a cessé d'émettre le 30 juin 2014 à 23 h 59 et est remplacée par France 24 sur le canal 33 de la TNT francilienne.

## Programmes
NRJ Paris est une chaîne d'informations et de divertissements. Elle est axée sur les moins de cinquante ans et propose 75 % de programmes consacrés aux sorties, loisirs, culture en Île-de-France et 25 % à l'information (emploi, trafic, information locale, etc). Cependant, dès début 2013, NRJ Paris rediffusera une majorité de ses émissions, en provenance de NRJ 12 et de Chérie 25 et finira d'être axée autour des sorties, loisirs et de la culture en Île-de-France.

## Diffusion
À partir du 20 mars 2008, NRJ Paris est diffusée sur le canal 23 de la TNT francilienne depuis l'émetteur de la Tour Eiffel, et est aussi présente sur Numericable, sur les réseaux ADSL et sur le satellite Atlantic Bird 3 depuis le 25 novembre 2009. La chaîne diffuse également son signal en direct sur son site Internet. La chaîne a cessé toute émission le 1er juillet 2014. France 24 remplace alors NRJ Paris sur la TNT sur le canal 33 le 23 septembre 2014 à 9 h.

## Annexe